# Behemot (Mistrz i Małgorzata)

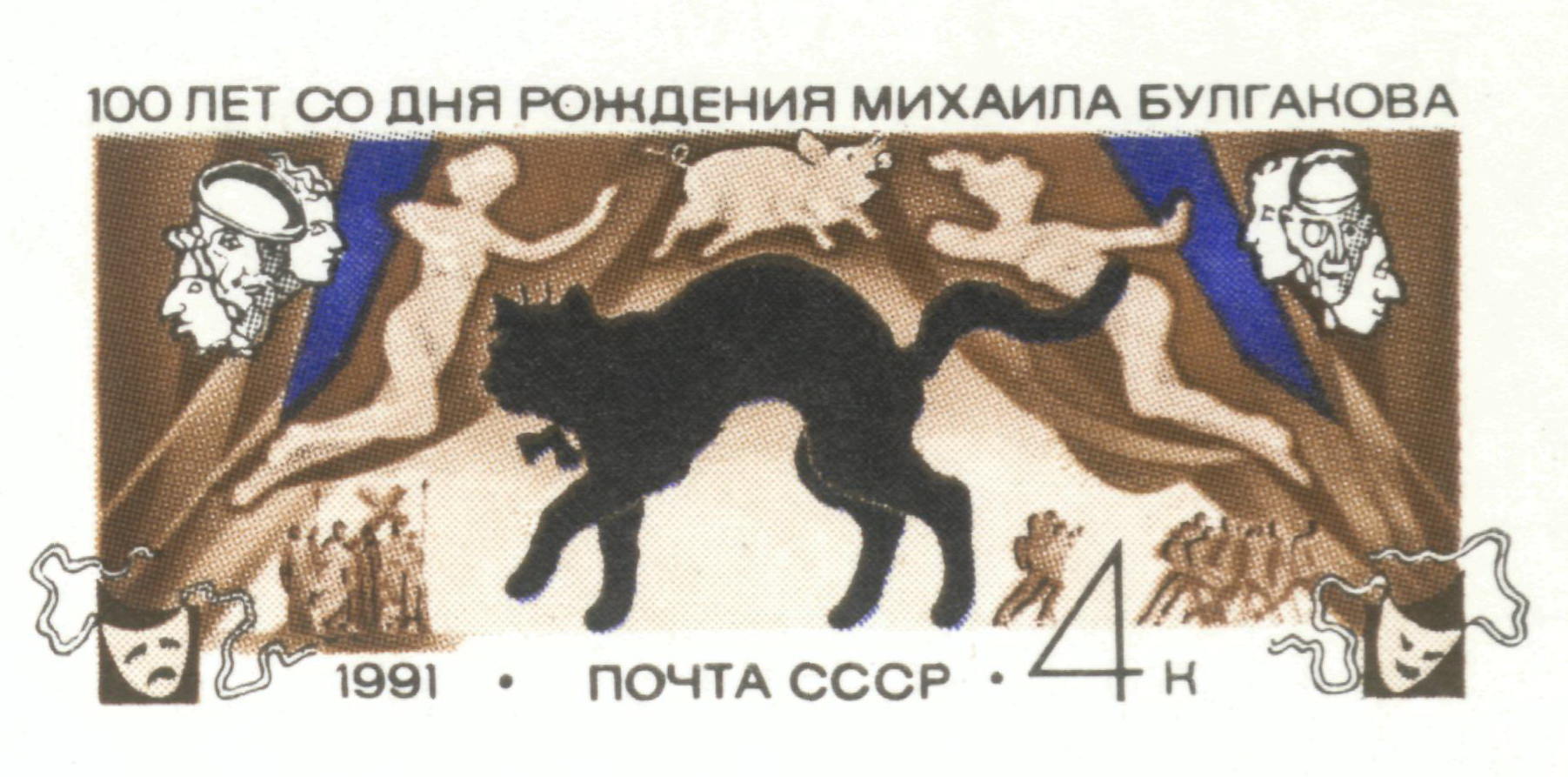
Behemot na znaczku pocztowym poczty ZSRR (1991)

Behemot – kot-przemieniec, błazen w świcie Wolanda, jeden z głównych bohaterów powieści Michaiła Bułhakowa Mistrz i Małgorzata. Postać została oparta na różnorodnych źródłach literackich, demonologicznych oraz osobistych doświadczeniach autora. Behemot wyróżnia się zarówno swoim groteskowym wyglądem, jak i złożonym charakterem. Jego charakter i humorystyczne sceny, w których uczestniczy, wnoszą do powieści elementy satyry i filozoficznej refleksji nad ludzką naturą oraz absurdem życia.

## Kreacja postaci

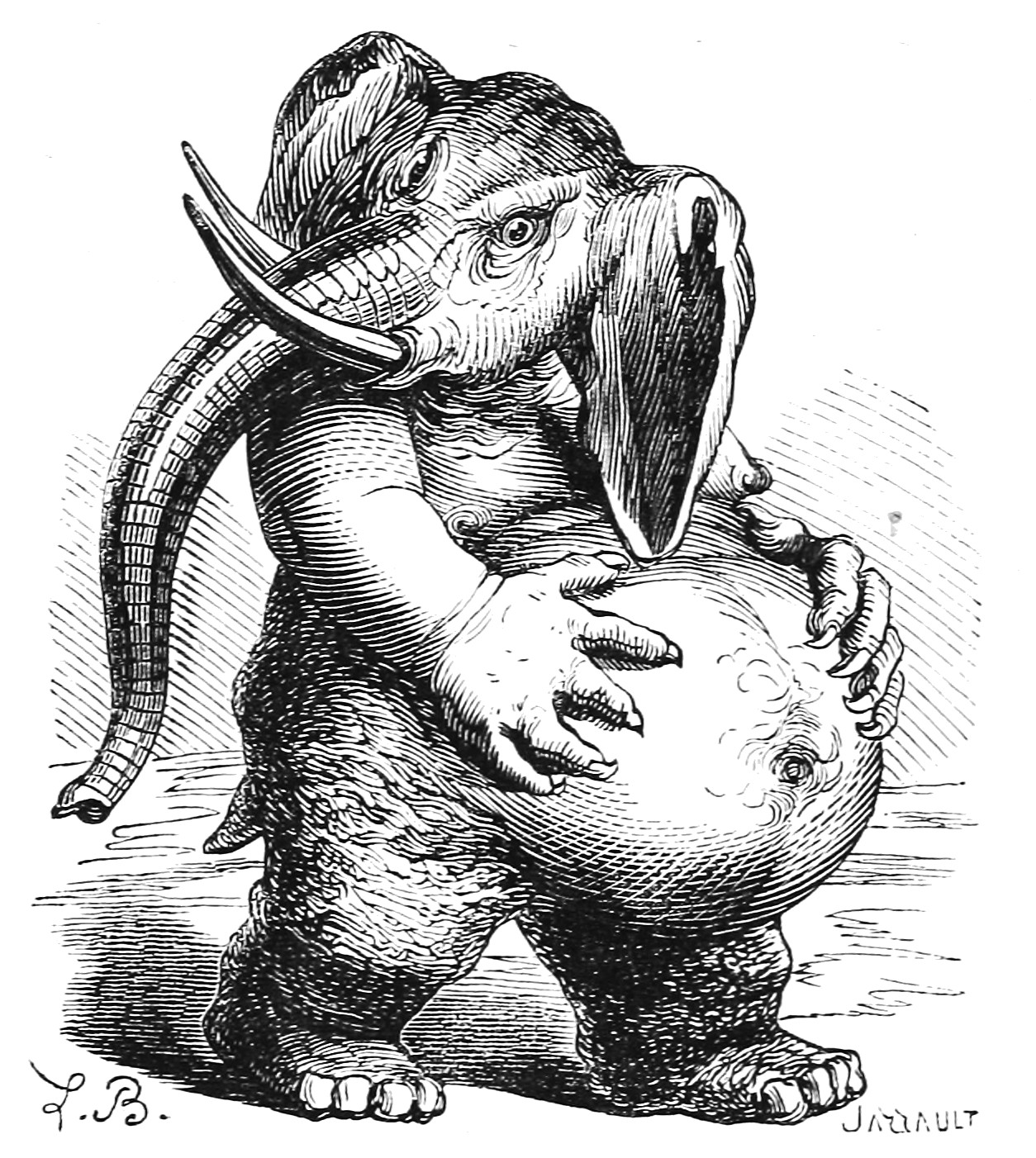
Ilustracja Behemota w Słowniku wiedzy tajemnej Collina de Plancy, 1863

Behemot Bułhakowa ma silne korzenie w tradycjach demonologicznych. Imię postaci zostało zaczerpnięte z Biblii. Występuje ono w apokryficznej Księdze Henocha . W Księdze Hioba (Hi 40, 15–24) natomiast hipopotam (Behemot) został przedstawiony jako jedno z potężnych stworzeń wrogich wobec Boga. W tradycji semickiej uznawany był za wcielenie zła i pomiot piekła.
W prawdopodobnie znanych Bułhakowowi badaniach Iwana Porfirjewa Apokryficzne opowieści o postaciach i wydarzeniach Starego Testamentu (ros. Апокрифические сказания о ветхозаветных лицах и событиях, 1872) opisano morskiego potwora Behemota, który zamieszkiwał pustynię na wschód od ogrodu wybranych i sprawiedliwych . Autor Mistrza i Małgorzaty sięgał też do książki Michaiła Orłowa Historia kontaktów człowieka z diabłem (ros. История сношений человека с дьяволом, 1904), która przedstawia XVII-wieczną historię opętanej przez siedem demonów przeoryszy klasztoru w Loudun. Jednym z nich był demon obżarstwa Behemot – potwór z głową słonia, ludzkimi rękami, krótkim ogonem oraz ciałem przypominającym hipopotama. Opis ten wpłynął na pierwotną kreację Behemota w powieści, którego wygląd był zbliżony do słonia:
Z czarnej paszczy kominka wyskoczył czarny kot na grubych, jakby nadmuchanych łapach…
(ros.) На зов из черной пасти камина вылез черный кот на толстых, словно дутых лапах…
Ostatecznie postać przybrała formę ogromnego, czarnego kota, który zachował zdolność manipulowania przedmiotami – na przykład przy podawaniu monety bileterce w tramwaju. Według Lubowi Bielozierskiej, drugiej żony pisarza, inspiracją dla Behemota był ich domowy szary kot Fluszka (ros. Флюшка). Bułhakow uczynił jednak literackiego kota czarnym, nawiązując do tradycyjnego skojarzenia czarnych kotów z siłami nieczystymi .
Behemot Bułhakowa posiada wyraźne cechy, które nawiązują do klasycznego obrazu demona. Jest opisany jako czarny kot o przerażających rozmiarach, co wykazuje jego fizyczne podobieństwo z biblijnym Behemotem o potężnej sylwetce. Jednocześnie Behemot Bułhakowa reprezentuje demona grzechu obżarstwa, co wiąże się z jego naturą jako symbolu materialnych i cielesnych pożądliwości. W średniowiecznej literaturze europejskiej demony tego typu często przedstawiane były jako istoty, które kuszą ludzi poprzez ich ziemskie pragnienia, na przykład, Cerber w Boskiej komedii Dantego opisany jako straszliwy i olbrzymi, z krwawymi oczami i wzdętym brzuchem, co symbolizuje chciwość i zmysłowość. Jednakże Behemot jest jego całkowitym przeciwieństwem. W powieści jest bardziej zabawny i niegroźny, choć nadal posiada mroczne cechy. Jego relacja z innymi postaciami, szczególnie z psami, ukazuje klasyczną, naturalną rywalizację i nieprzejednaność psa z kotem.

## Nierozłączna para
W powieści Behemot pojawia się przeważnie w towarzystwie Korowiowa. Nierozłączna para w świcie Wolanda odwołuje się do mitologii słowiańskiej i dawnych wierzeń ludowych, w których występują bóstwa i demony związane ze światem zwierząt, zwłaszcza bydła. Korowiow i Behemot są w literacki sposób powiązani z kultem Welesa, który pierwotnie był bóstwem zwierząt, a później, wraz z chrystianizacją, stał się postacią demona o cechach zwierzęcych (czarny kot, czarny diabeł z krowimi nogami). Zwinność i spryt Korowiowa, a także jego wężowata fizyczność, nawiązują do wyobrażenia demona. Z kolei Behemot symbolizuje jego zwierzęcą tożsamość. Kultura słowiańska w swojej mitologii łączyła bóstwa ze zwierzęcymi formami, a obraz Welesa jako demona, który przybierał postać węża lub kota, ma swoje odbicie w tych postaciach.
Podczas ostatniego lotu Behemot przemienia się w młodego szczupłego pazia u boku Korowiowa-Fagota, który przybrał postać ciemnofioletowego rycerza z ponurym wyrazem twarzy. Prawdopodobnie ta scena nawiązuje do żartobliwej legendy o okrutnym rycerzu z opowiadania przyjaciela Bułhakowa – Siergieja Zajaickiego – Żywot Stiepana Aleksandrowicza Łososinowa (ros. Жизнеописание Степана Александровича Лососинова, 1928). W tej opowieści paź towarzyszy rycerzowi, który wcześniej nigdy nie widział kobiet i miał obsesję na punkcie odrywania głów zwierzętom. U Bułhakowa tę funkcję, ale wobec ludzi, przejął Behemot, który oderwał głowę konferansjerowi Varieté, Żorżowi Bengalskiemu .

## Kot vs. pies

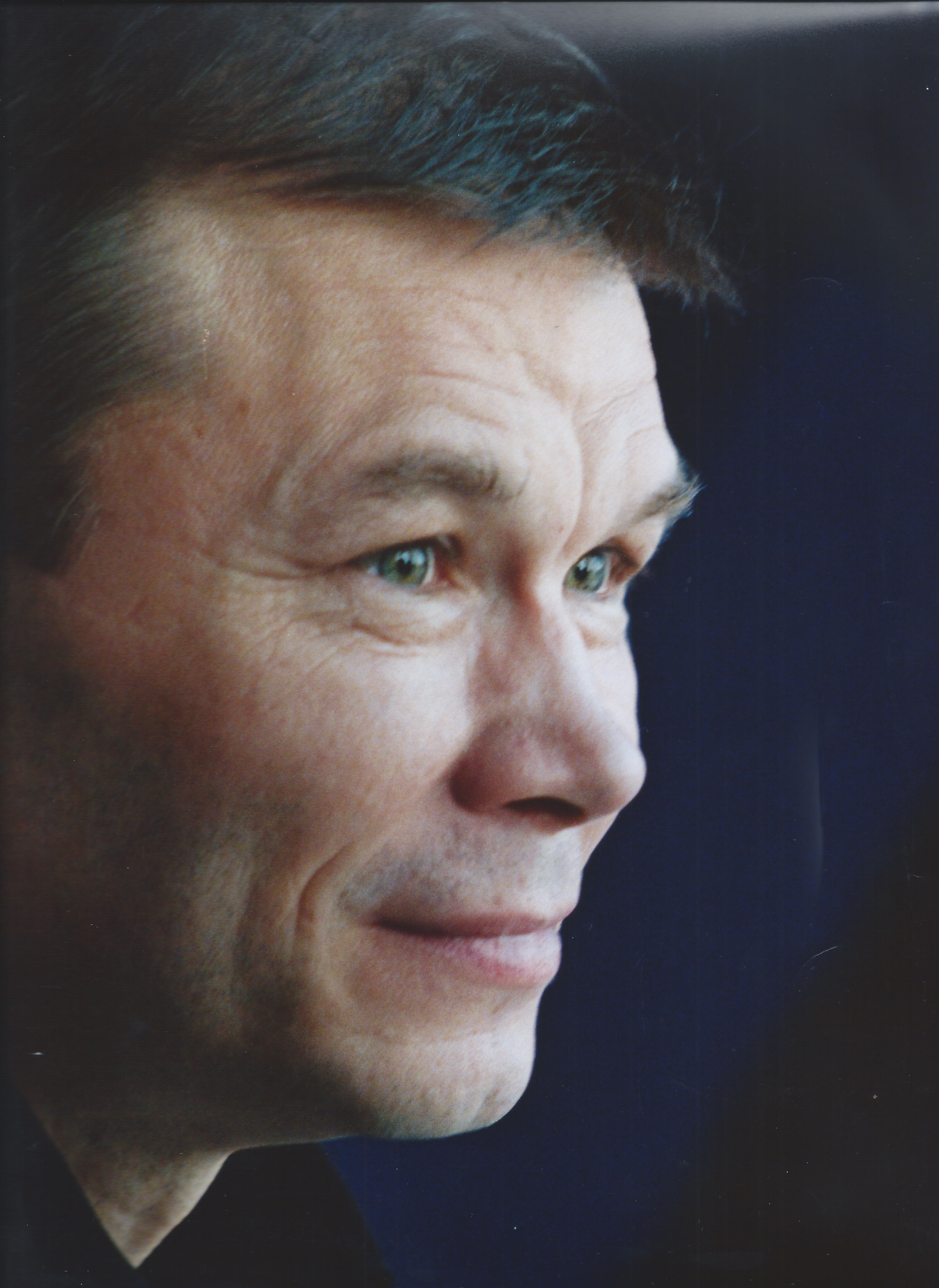
Aleksandr Baszyrow – odtwórca roli Behemota w serialu Mistrz i Małgorzata z 2005 roku

Opozycja symboli kot–pies pojawia się w powieści tylko jeden raz: w scenie związanej z dochodzeniem dotyczącym zaginięcia administracji Varieté po seansie czarnej magii. W tym epizodzie jasnopopielaty, spiczastouchy, muskularny pies o zdumiewająco mądrych ślepiach Askaro wyczuł obecność sił nieczystych w biurze finansisty Rimskiego i zaczął warczeć, ukazując żółte kły, następnie poczołgał się kierunku okna i, przezwyciężając swój strach, zerwał się i zawył. Pies w tej scenie pełni rolę zwiastuna nadchodzącego niebezpieczeństwa, co jest zgodne z tradycją, w której psy uznawane są za istoty zdolne dostrzegać niewidzialne dla ludzkich oczu zjawiska. W kulturze chrześcijańskiej pies jest symbolem wiernego strażnika, co znajduje swoje odbicie w postaci psa Bangi – wiernego towarzysza Poncjusza Piłata z powieści Bułhakowa.
Poza prostą relacją psa i kota przeciwstawienie tych zwierząt ma też głębszy sens – ukazuje ona różnice w charakterystyce bohaterów. Pies, czy to w postaci psa ścigającego przestępców (Askaro), czy oddanego towarzysza Piłata (Banga), symbolizuje pozytywne cechy, lojalność i czystość. Z kolei kotu, reprezentowanemu przez Behemota, brakuje tych pozytywnych cech, a jego wady i słabości są otoczone demoniczną, romantyczną aurą, nadającą mu charakter mroczny i intrygujący.
Kot, jako postać w folklorze, był jednym z najczęściej pojawiających się motywów, związanych z siłami zła. Pojawia się w bajkach, pieśniach, kołysankach i innych utworach, w których zaznaczone są jego związki z tajemniczymi i niebezpiecznymi mocami. W scenie próby aresztowania nastroszony Behemot uprzedza, że kot to starożytne i nietykalne zwierzę, co dodaje mu jeszcze bardziej mistycznego wymiaru w kontekście całej historii. Epizod z próbą aresztowania nawiązuje do traktatu Ogród Epikura Anatole'a France'a, gdzie myśliwy strzela do kota, aby ocalić młode szczygły. France przedstawia w nim konflikt między instynktami zwierząt a ludzką moralnością. Podobnie Behemot, który uważa się za nietykalne stworzenie, wymyka się próbom schwytania, zamieniając pościg w farsę .

## Demon obżarstwa
W literaturze demonologicznej Behemot jest symbolem obżarstwa. Łakomstwo i pijaństwo Behemota z Mistrza i Małgorzaty stają się jego charakterystyczną cechą. Wszystkie sceny, w których kot zaspokaja swój głód, mają charakter komiczny i spektakularny. Na przykład, w mieszkaniu Lichodejewa siedzący na pufie Behemot trzyma w jednej łapie kieliszek wódki, a w drugiej widelec z marynowanym grzybem. Z kolei na balu szatana wypełnia basen koniakiem i z trzykrotnym obrotem spada do niego. Na uczcie po balu pije czysty spirytus i zaskakuje wszystkich swoimi dziwacznymi kulinarnymi preferencjami (posolony i popieprzony ananas, czy ostryga z musztardą).
Apogeum obżarstwa Behemota ukazuje farsa z wizytą w sklepie walutowym Torgsin, podczas której pochłania wszystko, co znajduje się w zasięgu jego wzroku: mandarynki, czekoladę i śledzie . Ta groteskowa sytuacja ukazuje pokusę i chciwość, które są reprezentowane przez Behemota i Korowiowa. Ich postacie działają tu jako demony kuszące ludzi chlebem i igrzyskami. Wśród publiczności rozgrywają teatr o głodzie i pożądaniu, podkreślając współczesne akcenty na temat duchowego i materialnego ubóstwa społeczeństwa. Przemowa Korowiowa, w której broni Behemota, spotyka się z aprobatą tłumu i prowokuje bunt. W tej scenie Bułhakow łączy humor z krytyką społeczną, wskazując na absurdy życia w ZSRR .
– Obywatele! – cienkim, drżącym głosem zawołał. – Co się tutaj dzieje? Hę? Pozwólcie, że was o to zapytam! Biedny człowiek – Korowiow zwiększył drżenie w swoim głosie i wskazał na Behemota, który natychmiast wykrzywił twarz w żałosnym grymasie, – biedny człowiek cały dzień naprawia prymusy; zgłodniał… a skąd żeż miałby wziąć walutę? […] – Skąd? – pytam wszystkich! Jest wyczerpany głodem i pragnieniem! Gorąco mu. Wziął więc biedak mandarynkę na próbę. A cała wartość tej mandarynki to trzy kopiejki.
(ros.) – Граждане! – вибрирующим тонким голосом прокричал он, – что же это делается? Ась? Позвольте вас об этом спросить! Бедный человек, – Коровьёв подпустил дрожи в свой голос и указал на Бегемота, немедленно скроившего плаксивую физиономию, – бедный человек целый день починяет примуса; он проголодался… а откуда же ему взять валюту? […] – Откуда? – задаю я всем вопрос! Он истомлен голодом и жаждой! Ему жарко. Ну, взял на пробу горемыка мандарин. И вся-то цена этому мандарину три копейки
Swój eksperyment gastronomiczny Behemot z Korowiowem kończą w Domu Gribojedowa, gdzie jak ananasy w oranżeriach dojrzewają talenty literackie, które jednak, zamiast służenia muzom, oddają się swoim przyziemnym pragnieniom nasycenia żołądka. Para zakłada maski pisarzy i manipulując nimi obala autorytety przebywających w restauracji pisarzy.

## Błazen

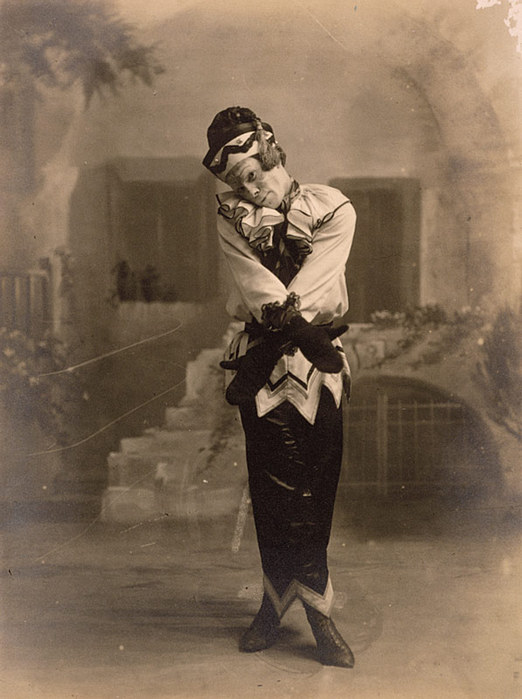
Wacław Niżyński w roli Pietruszki z baletu Pietruszka Igora Strawińśkiego, 1911)

Obżarstwo i pijaństwo, jak zauważył Michaił Bachtin, są przejawami wewnętrznej swobody oraz pogardy dla świata. W folklorze te cechy były często przypisywane postaciom błaznów, łajdaków i głupców, co może wyjaśniać, dlaczego Behemot w Mistrzu i Małgorzacie posiada ich cechy. Błazen (ros. шут гороховый) jest jednym z określeń, jakim Woland nazwał Behemota, przedstawiając go Małgorzacie. Nawiązywał tym samym nie tylko do jego roli żartownisia, ale również do postaci obecnej w ludowych przedstawieniach jarmarcznych, kojarzonej z postacią Pietruszki (ros. Петрушка).
Każdy epizod z Behemotem jest pełen żartów, humoru i parodii, przykładem tej błazeńskiej roli jest seans czarnej magii, w której Behemot „odstawia numery”, wprowadzając publiczność w ekstazę. Scena ta, przesiąknięta humorem, została utrzymana w duchu tradycyjnego łubka – popularnego w rosyjskim folklorze gatunku sztuki ludowej.
Rosyjskie łubki czerpią inspirację z teatru i gry scenicznej, wiernie odtwarzając błazeńskie zachowanie postaci w masce, która ironizuje na własny temat. Behemot jest przykładem takiego bohatera – świadomie odgrywa rolę błazna, bawiąc się konwencją i mistrzowsko udając głupca. Najlepiej widać to w scenach przed i po balu. Drwi ze swojego wyszukanego sposobu wysławiania się:
[…] Moje wypowiedzi bynajmniej nie są bełkotem, jak raczyłeś się wyrazić w obecności damy, lecz ciągiem starannie powiązanych sylogizmów, które doceniliby tacy znawcy jak Sekstus Empiryk, Marcjanus Kapella, a kto wie, może nawet sam Arystoteles.
(ros.) […] Речи мои представляют отнюдь не пачкотню, как вы изволите выражаться в присутствии дамы, а вереницу прочно увязанных силлогизмов, которые оценили бы по достоинству такие знатоки, как Секст Эмпирик, Марциан Капелла, а то, чего доброго, и сам Аристотель.
Ironizuje też z powodu swojego wyglądu, tłumacząc Wolandowi, że kotom nie przysługują spodnie ani buty, bo to jedynie bajkowy wymysł, a swoje prawo do posypania wąsów złotym pudrem uzasadnia faktem, że jego towarzysze, Asasello i Korowiow, użyli po goleniu pudru.
Jurij Łotman, analizując tematykę łubków, jako jedną z ich kategorii estetycznej wyróżnił dziwactwo (ros. чудачество), którego elementem jest cud (ros. чудо), obejmujący z jednej strony zjawiska nadprzyrodzone, z drugiej zaś absurdalność i komizm sytuacji. Działania Behemota wpisują się w tę koncepcję, czego przykładem jest epizod zbudowany na groteskowym kontraście między brutalnością a komizmem podczas seansu czarnej magii, gdy kocur demonstracyjne odrywa głowę Bengalskiemu, a następnie, po rozmowie z nią i na prośbę widzów, przywraca ją na miejsce.

## Przemieniec

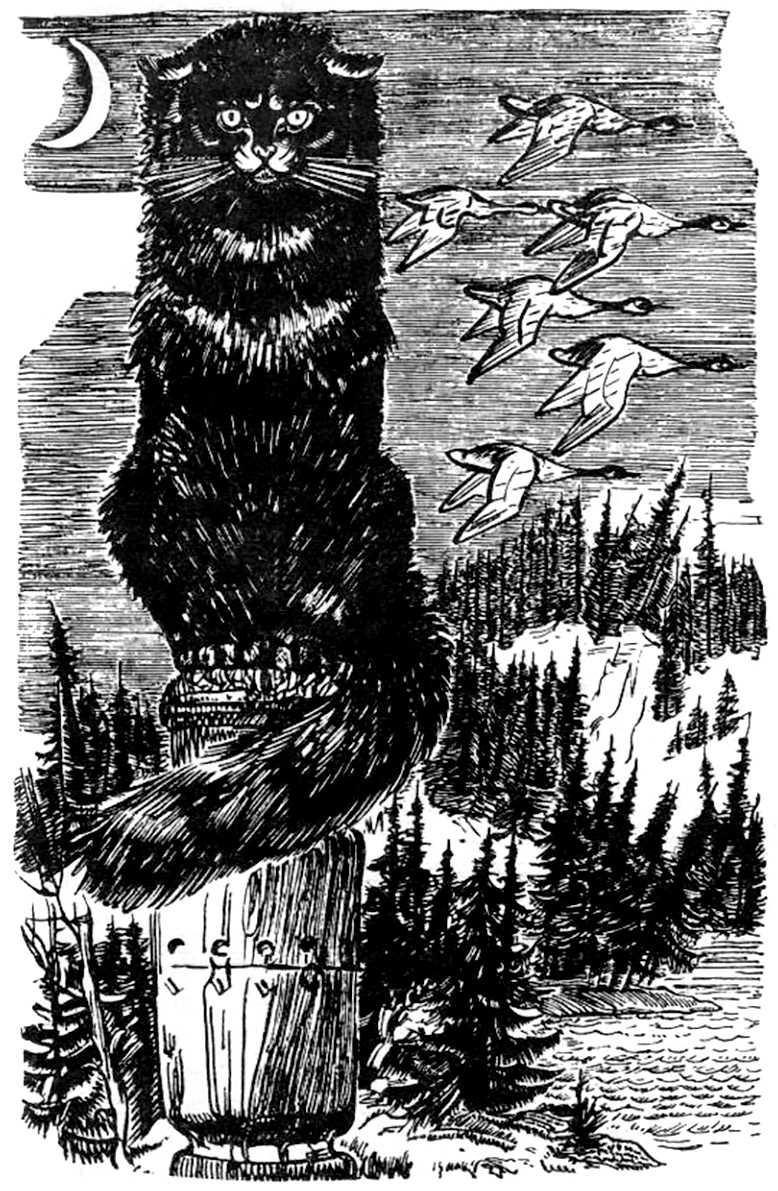
Kot Bajun

Według badań Władimira Toporowa kot w folklorze łączy w sobie dwa pierwiastki: ludzki i zwierzęcy, pełniąc rolę pośrednika między światem rzeczywistym a fantastycznym. Ta symbolika znajduje swoje odzwierciedlenie w licznych opowieściach, gdzie koty potrafią zmieniać się w ludzi i na odwrót. W Mistrzu i Małgorzacie motyw ten jest często wykorzystywany do podkreślenia dualizmu postaci. Bułhakow subtelnie zaznacza jego podwójną naturę, na przykład w scenie, gdy kot szura tylną łapą, wykonując jednocześnie przednią gesty typowe dla portiera. W taki sposób pisarz pokazuje, jak Behemot, będąc zarówno kotem, jak i człowiekiem, łączy cechy obu tych form.
W powieści jest kilka scen, gdy Behemot przemienia się w człowieka na oczach innych bohaterów. Anna Ryszardowna, która wpuściła do gabinetu Prochora Piotrowicza prawdziwego kota, czarnego i wielkiego jak hipopotam, na własne oczy zobaczyła, jak ten zmienia się w tłuściocha z kocim pyskiem. Portier Torgsinu, który zatrzymał Korowiowa, wołając, że z kotami nie wolno, zdumiał się, że żadnego kota przy nim już nie ma, a zza ramienia Korowiowa do sklepu wchodzi obywatel z kocią twarzą. Człekokształtne koty, nazywane w bajkach rosyjskich Kotami Kotofiejewiczami lub Kotami Iwanowiczami, to częsty i wieloznaczny motyw w literaturze ludowej, który występuje nie tylko w opowieściach, ale też w różnych formach wizualnych, takich jak łubki czy obrazki ludowe. Behemot Bułhakowa doskonale wpisuje się w tę tradycję.

## Szarlatan i blagier
Behemot wielokrotnie wciela się w postać przechwalającego się blagiera, posługując się przesadą, fantazją i kłamstwem, by rozbawić publiczność. Przypomina bohaterów anonimowych opowieści ludowych czy opowiadań, inspirowanych przygodami barona Münchhausena. Przykładem jest jego opowieść o dziewiętnastodniowej tułaczce po pustyni, podczas której żywił się mięsem upolowanego przez siebie tygrysa, na co zgromadzeni bohaterowie chórem stwierdzają: Kłamstwo!
Mise en scène z kotem są skonstruowane na zasadzie jarmarcznej groteski. Najpierw Behemot mąci w głowach niczym przebiegły szarlatan, po czym rozwija swoją narrację poprzez kolejne zwroty akcji. W scenie z Maksymilianem Andriejewiczem Popławskim, który przybył z Kijowa do Moskwy, zwiedziony fałszywym telegramem o śmierci Berlioza Behemot legitymuje go i wyprasza z mieszkania. W innej scenie kot gra w żywe szachy z Wolandem i bezczelnie przesuwa własnego króla, obwieszczając zwycięstwo.
Behemot konsekwentnie łamie normy moralne i podważa ich znaczenie. Jego czyny odpowiadają typowej strategii gry, charakterystycznej dla aktorów, występujących w jarmarcznych bałaganach. Według Łotmana mają oni przyzwolenie na łamanie norm, a w powieści Bułhakow jakby potwierdza tę interpretację, gdy w jednej ze scen Woland karci Behemota słowami: Czy nie wydaje ci się aby, że jesteś na jarmarku? (ros. Не воображаешь ли ты, что находишься на ярмарочной площади?). Według Bachtina, w europejskiej tradycji literackiej jarmarczny głupiec (na przykład Hanswurst w niemieckim teatrze ludowym) pełni funkcję demaskującą, wywraca rzeczywistość społeczną i obyczajową. Behemot robi to samo – nie tylko sam się śmieje, ale także prowokuje śmiech innych, ukazując świat w karykaturalnym odbiciu. Kulminacją tej gry jest scena, w której Behemot składa Wolandowi raport ze swojego pobytu w Moskwie. Nawet wtedy nie przestaje się wygłupiać, opowiadając absurdalne historie o swojej rzekomej żonie, która dwadzieścia razy mogła zostać wdową. W końcu jednak sam przyznaje, że nie ma żony.

## Kot Bajun
Ostateczna metamorfoza Behemota, gdy traci kocią postać i objawia się jako demon-paź, zamyka jego rolę błazna i głupca w świcie Wolanda. Przed pożegnaniem z ziemskim światem prosi jeszcze o pozwolenie na ostatni gwizd, którego dźwięk – według analizy Wasilija Pietrowa – przypomina mitologicznego Kota Bajuna, mającego moc budzenia ludzi ze snu. Ten symboliczny gest można interpretować jako próbę przebudzenia moskiewskiego społeczeństwa, obnażenia absurdów jego codzienności i wywołania refleksji nad otaczającym światem. Wraz z ostatnim śmiechem Behemota zamyka się cały spektakl rozegrany przez świtę Wolanda, a kot, przemieniony w młodego demona, odchodzi w noc, spełniwszy swoją misję.